# Tymovirus
Genre
Tymovirus est un genre de virus de la famille des Tymoviridae qui infectent  diverses espèces d'angiospermes (phytovirus).
Ce genre tire son nom de celui de son espèce type, Turnip yellow mosaic virus (TYMV, virus de la mosaïque jaune du navet). Il compte vingt-trois espèces présentes dans la plupart des régions tropicales, subtropicales et tempérées du monde. Ces virus infectent de nombreuses espèces de plantes dicotylédones, dont plusieurs plantes cultivées de grande importance économique, notamment dans les familles des Brassicaceae, Fabaceae, Malvaceae (gombo), Solanaceae (aubergine, pomme de terre), Sterculiaceae (cacaoyer)...

## Génome
Ces virus ont un génome d'ARN à simple brin à polarité positive, monopartite, et sont classés dans le Groupe IV des virus à ARN simple brin à polarité positive). Le génome compte de 6000 à 7000 nucléotides.
Les virions sont constitués d'une capside non enveloppée, ronde à symétrie icosaédrale, d'un diamètre de 25 à 32 nm.

## Transmission
La transmission de ces virus est assurée par inoculation mécanique ou par des insectes-vecteurs de l'ordre des coléoptères (familles des Chrysomelidae et des  Curculionidae). La transmission par les insectes se fait selon les espèces virales sur un mode non persistant ou semi-persistant[pas clair].

## Référence biologique
- (en) ICTV : Tymovirus  (consulté le 25 janvier 2021)